# Trice Tomsen
Beatrice Rosenkrans Tomsen (født 1945) er en dansk modedesigner, designuddannet på Margrethe-Skolen i København, og åbnede i 1967 modelbureauet Copenhagen Models, som hun drev fra sit klubværelse i Ny Østergade.
Åbnede i 1967 Danmarks første modelbureau med navne som Lotte Freddie, Grethe Caspersen og Aase Daily på plakaten, og indgik i 1987 kompagniskab med Elite International Management, hvor hun har sendt modeller som Cecilie Thomsen, Camilla Vest, Mia Rosing og Gertrud Hegelund mod den internationale stjernehimmel.
Modtog i 2008 Årets Respekt under Dansk Fashion Awards for sit utrættelige og engagerede arbejde for Danmarks modeller, og valgte i 2009, at overlade chefstolen til sin betroede medarbejder gennem en årrække, Munir Bouylud. Trice valgte herefter at fortsætter som konsulent for firmaet, indtil hun i 2009 endegyldigt forlod Elite Model Management Copenhagen.